# Valentina Turcu
Valentina Turcu (por. Toš), hrvaško-slovenska koreografinja in režiserka, * maj 1974, Zagreb.

### Življenjepis
Valentina Turcu (rojena leta 1974 v Zagrebu) je svojo globoko strast in pronicljiv čut do gledališča odkrila že v zgodnjih otroških letih. Baletno znanje je usvajala najprej pod skrbnim mentorstvom svojih staršev, prav tako priznanih baletnih umetnikov, Marina Turcuja in Maje Srbljenović Turcu. Pot nadaljnjega izpopolnjevanja ter intenzivnega umetniškega razvoja jo je vodila do baletne akademije Rudra Béjart v Lozani, kjer je pod vodstvom legendarnega koreografa in baletnega mojstra Mauricea Béjarta razvila svoj edinstven plesni slog in koreografski rokopis. 
Po nastopanju v Béjartovih koreografijah, kot so Kralj Lear, Ognjeni ptič, Čudežni mandarin, Šeherezada, Grška taverna, Koncert Stravinskega, Življenje Patricea Chereauja, L’Amour me dit, L’Art de pas de deux, La Porte et un Soupir, Posvetitev pomladi, ter intenzivnem baletnem treningu pod vodstvom mednarodno priznanih baletnih mojstrov, kot so Michel Gascard, Gil Roman, David Howard, Suzanne Farrell, Azari Plisetsky, Carolyn Carlson, Malou Artaud, Gilbert Mayer, Timothy Gordon, Wolfgang Stollwitzer idr., se je vrnila v Slovenijo, kjer se je naglo uveljavila kot ena izmed tehnično najbolj dovršenih in ekspresivnih plesalk. To je potrdila tudi z nastopom v Clugovem koreografskem prvencu Tango, nato pa tudi v drugih solističnih vlogah klasičnega, neoklasičnega baleta in sodobnega plesa, ki so pustile globok vtis tako na kritike kot tudi občinstvo v Sloveniji in tujini.
Njen opus z več kot 130 ustvarjenimi ali soustvarjenimi baleti, dramskimi in opernimi produkcijami ne priča zgolj o umetničini epohalni kreativni potenci, ampak tudi o njeni vsestranski in izjemno pregibni gledališki intuiciji, ki se v zadnjem času potrjuje tudi v izjemno uspešnih režijah dramskih predstav (Tramvaj zvan žudnja, HNK Varaždin, 2019).
V velikih pripovedih modernega časa je Valentina Turcu našla svoj neusahljiv vir koreografske inspiracije, ki jo skozi pretanjeno in obenem čustveno močno ekspresijo preoblikuje v koherentno plesno pripoved. Prav zaradi perfekcionizma, ki se je jasno pokazal že na začetku njenega umetniškega raziskovanja, in s svojim celovitim angažmajem kljubuje postmoderni paradigmi »praznega«, jo lahko danes občudujemo kot zrelo ustvarjalko v zahtevnem žanru dramskega baleta, in to v najžlahtnejšem pomenu te besede.

### Kronologija ustvarjalne poti
Z uporabo pastišne tehnike je Valentina leta 2007 za mariborski Balet ustvarila svoj koreografski prvenec La Callas, posvečen ikoni operne umetnosti, pri tem pa je opozorila na svoj enkratni pristop k združevanju različnih umetniških form s ciljem ustvariti celostno koreografsko umetnino s poudarjeno vizualno lepoto oziroma avratičnostjo.
Leto 2011 je minilo v znamenju ustvarjanja s senzualno erotiko prežetega baletnega trilerja Carmen, in sicer za Hrvaško narodno gledališče v Splitu. Koreografija na Ščedrinovo kongenialno adaptacijo Bizeteve opere je doživela še večji uspeh v Slovenskem narodnem gledališču Maribor tri leta pozneje, tj. leta 2014. Leta 2011 je za splitski Balet prav tako nastala nova koreografija na Ravelovo orkestrsko impresijo Bolero, ki je doživel tudi izvedbe v Istanbulu kot del programa Evropske prestolnice kulture v letu 2010. Med vidnejšimi stvaritvami iz tega obdobja velja izpostaviti tudi Brahmsove Madžarske plese in Hačaturjanov Maškaradni valček za mariborski Balet, ali denimo koreografske projekte Tarde (na glasbo portugalske skupine Madredeus), Bachovo Partito in Händlovo Lascia ch'io pianga za Mednarodni slovenski baletni gala v letih 2011 in 2012. 
Julija 2012 je prejela vabilo plesnega ansambla s Covent Gardna, da zanj ustvari koreografijo, ki je bila nato izvedena v okviru njihovega programa International Stars of Ballet and Dance.
Še v isti sezoni (2011/2012) je Valentina Turcu temeljito poglobila svoje izkušnje v vlogi režiserke naprej pri ustvarjanju avtorskega projekta Ženska, ki sem ji bral, ki je nastal po motivih Schlinkovega romana Bralec, nato pa še z intenzivnim sodelovanjem s sopranistko Allison Bell pri uprizoritvi projekta Pierrot Lunaire po glasbeni predlogi Arnolda Schönberga. Istočasno je kot koreografinja in oblikovalka odrskega aktivno sodelovala pri mariborskih glasbenogledaliških produkcijah Lakmé, Carmen, La bohème, Netopir, Hoffmannove pripovedke, My Fair Lady in Kronanje Popeje, ki so bile med kritiki označene kot sveže, vznemirljive, slogovno unikatne in precizne v relaciji do glasbene predloge.
Oktobra leta 2013 je ustvarjalka prejela prestižno slovensko nagrado Pie in Pina Mlakarja za »izjemne dosežke pri režiji in koreografiranju neoklasičnega baleta Romeo in Julija Sergeja Prokofjeva«, ki je bil premierno izveden v Veliki dvorani SNG Maribor. Kot je zapisala strokovna žirija Društva baletnih umetnikov Slovenije (DBUS), je »Valentina Turcu postavila nov mejnik v kvaliteti in ekspresiji sodobnega klasičnega baleta«. V naslednjih dveh letih je balet Romeo in Julija doživel velik uspeh v Latvijskem narodnem gledališču v Rigi (2014) ter v operi Metz Métropole (2015). 
Naslednji projekt »velike pripovedi«, dramski balet Ana Karenina po motivih istoimenskega Tolstojevega romana, je bil prvič uprizorjen aprila 2014 v Hrvaškem narodnem gledališču v Zagrebu. Avgusta še istega leta je avtorica pripravila nov koncept in soustvarila koreografijo za neobaročni balet Nevarna razmerja, ki je v koprodukciji tesneje povezal kar tri gledališke hiše – Dubrovniški poletni festival, Festival Ljubljana in SNG Maribor.
Leto 2016 je bilo še posebej uspešno, saj je avtorica pripravila nov glasbeni koncept, dramaturgijo in koreografijo dramskega baleta Jevgenij Onjegin po znamenitem Puškinovem romanu v verzih. Baletna produkcija je doživela izjemen odziv tako med publiko kot strokovni kritiki iz Slovenije in tujine. 
Aprila naslednje leto (2017) je ustvarila novo, še vznemirljivejšo različico baletnega trilerja Carmen za Augsburški balet, jeseni istega leta pa je s priznanim koreografom Juliom Arozareno sodelovala pri postavitvi baleta Don Giovanni za Latvijski narodni balet v Rigi, in sicer na adaptirano partituro Wolfganga Amadéa Mozarta.   
V svoji dosedanji umetniški karieri je Valentina bodisi plesala, (so)ustvarila ali sodelovala pri izvedbi več kot 125 baletnih, dramskih in opernih produkcij, med katerimi je samo dramskih postavitev več kot 40, vključno z Nevarnimi razmerji v dramatizaciji Christopherja Hamptona, s Shakespearovimi klasikami Hamlet, Vihar, Dvanajsta noč ali Kar hočete, Henrik IV., Kakor vam drago, z avtorskim projektom Frida Kahlo, z Molièrovim Plemenitim meščanom, s Cervantesovim Don Kihotom ter ostalimi klasičnimi besedili, kot so Drakula Brama Stokerja, Ionescujevi absurdni drami Plešasta pevka in Nosorogi, Andersenova Snežna kraljica, Lorcova Krvava svatba, Brechtova Opera za tri groše, Ibsenov Peer Gynt in Bulgakovova Mojster in Margareta.
Med njenimi zadnjimi uspešnicami v žanru dramskega baleta velja omeniti Smrt v Benetkah v koprodukciji med Baletom HNK Zagreb in Baletom SNG Maribor, ki je nastal po motivih istoimenske kultne novele Thomasa Manna in na glasbeno podlago enega največjih simfonikov pozne romantike in 20. stoletja, Gustava Mahlerja.

### Iz kritiških zapisov

#### Romeo in Julija (2012)
»Ženske so kot baletni koreografi še vedno v nekakšnem deprivilegiranem položaju in manjšini, čeprav upam, da se bo to kmalu spremenilo, ko bo ime Valentina Turcu postalo znano, še posebej po njenem prvem celovečernem baletu. Ustvarila je Romea in Julijo, ki kar prekipevata od strasti. Med zakoličevanjem vsakega dramskega preobrata in psiholoških poglabljanjem v vsak plesni lik posebej vedno znova teži k plesni akciji z vratolomno hitrostjo. Balkonski prizor v pas de deux je eden izmed primerov čiste ekstaze. Valentina Turcu je mojstrsko uporabila svoje gledališke instinkte in neprecenljivo izkušnjo v domeni uprizoritvenih umetnosti nasploh. Koreografija se čvrsto opira klasičnega 'besednjaka', a ga uporablja z inventivno fleksibilnostjo z namenom finejše karakterizacije oseb. Vsak prizor ima svojo funkcijo in popolnoma razdelan pomen. Na vrhuncu strasti in osupljive plesne virtuoznosti se pojavijo trenutki tihe dramske napetosti, ki do potankosti uravnovesijo balet. Energija in strast, ki so ju izvabili plesalci, sta pustili občinstvo v stanju vznesene izčrpanosti.« Maggie Foyer, Dance Europe Magazine, januar 2013

#### Jevgenij Onjegin (2016)
»Od posameznika bi se pričakovala vsaj integriteta in pogum, če bi želel ta predstaviti povsem novo različico Onjegina, še posebej po splošno sprejetem konsenzu, da je bila ikonična klasika Johna Cranka zadnja, ki se je izrekla o tej temi. Balet Slovenskega narodnega gledališča Maribor je oboje dobil v Valentini Turcu, ki ima za sabo že 125 produkcij, bodisi v ustvarjalni vlogi koreografinje ali režiserke, njeno delo pa se ne osredotoča zgolj na balet in sodobni ples, ampak na gledališče nasploh, na glasbo in ne nazadnje tudi opero. Njena ljubezen do literature ima nenavadno globok vpliv na to, kako sama prenaša literarni zapis v gibanje. Njena pozornost do zadnjega detajla, še posebej v izrisovanju likov, je še posebej pronicljiva, pri tem pa je uspela ustvariti predstavo, v kateri se tako pripovedovanje zgodbe kot koreografija združita v eno. Na odru ni bilo niti enega plesalca, ki ne bi verjel v upodobitve, kar je pravzaprav srčika koreografkine osebne posvetitve umetnosti in njene sposobnosti, da v svojih plesalcih obudi ta vitalni element. To je pravi poklon Puškinu in triumf Baleta Slovenskega narodnega gledališča.« Deborah Weiss, Dance Europe Magazine, januar 2017

#### Carmen (2017)
»Predstava se začenja z nezadržanim, tako rekoč polnokrvnim nastopom Carmen. Koreografija zahteva visok poustvarjalni nivo od vseh plesalcev, zato je bil neposredni »napad korakov« s strani ansambla, ki je dopuščal detajlno izrisovanje vlog, ne da bi kazal kakršnihkoli znakov lastne inhibicije ali previdnosti, več kot dobrodošla osvežitev. Carmen je pokazala osupljivo tehniko klasičnega baleta, pri tem pa je vseskozi ohranjala nenavadno lepoto linije in obenem tudi eleganco ekstenzije … Don José je pustil še posebej velik vtis, ne zgolj zaradi svoje plesne virtuoznosti, ampak tudi zaradi njegove pristno občutene ljubezenske grenkobe do protagonistke. Za glasbeno osnovo si je Valentina Turcu izbrala Ščedrinovo orkestrsko suito Carmen, ki obenem lagodno teče in se nežno pozibava tako v hitrosti in temperamentu, pri tem pa daje koreografinji možnost za ustvarjalno pedantnost, ne da bi se ta pri izrisovanju celotnega tragičnega dramaturškega loka izgubljala v časovni odvečnosti. Preprosta scenografija in očarljivi kostumi so tako zgolj pripomogli pri udejanjenju te sicer zelo gledljive in intrigantno zabavne predstave, ki je bila plesalcem povsem pisana na kožo.« Alison Kent, Dance Europe Magazine, julij 2017

#### Smrt v Benetkah (2018)
»Kar izstopa najizraziteje, je Valentinino globoko razumevanje Mannovega teksta; njeno raziskovanje in posledična inscenacija segata daleč onkraj preprostega pripovedovanja neke zgodbe. S subtilnim nanašanjem prikritih nians nam koreografinja preda močno sporočilo, ki poudari avtorjevo izvirno namero o strasti kot izvoru dvoma in degradacije. Postavitev je sama po sebi zapeljiva, elegantna in vseskozi čudovito osvetljena, pri tem pa ujame bistvo Mannovih besed. Turcujeva je zasnovala niz virtuoznih sekvenc s spektakularnimi vzdigi, ki jih plesalci podajo nadvse prepričljivo in vseskozi v skladu s psihologijo značajev. Valentina Turcu se tako do danes lahko pohvali z več kot stodvajsetimi produkcijami, prav Smrt v Benetkah pa nas znova spomni, kako je avtoričina ljubezen do velikih literarnih mojstrovin in njena pozornost do še tako neznatnih nadrobnosti transformirala pisano besedo v izjemno plesno stvaritev.« Alison Kent, Dance Europe Magazine, avgust 2018

## Delo

### Najvidnejše koreografije
- Smrt v Benetkah, celovečerni dramski balet, koprodukcija Baleta HNK Zagreb in Baleta SNG Maribor, 2018
- Jevgenij Onjegin, celovečerni dramski balet, produkcija Baleta SNG Maribor, 2016
- Carmen, produkcija Baleta SNG Maribor, 2014
- Romeo in Julija, celovečerni dramski balet, produkcija Baleta SNG Maribor, 2012

### Režije
- Tramvaj zvan žudnja (Tramvaj poželenja), dramska produkcija HNK Varaždin, 2019

## Nagrade
- 1999    nagrada DBUS za najboljšo plesno predstavo (Tango)
- 2002    bronasta medalja na svetovnem tekmovanju plesalcev v Nagoji na Japonskem
- 2007    TEMSIG nagrada žirije za najizvirnejšo koreografijo (Rožmarin na glasbo skupine Katalena) na Tekmovanju baletnih plesalcev Slovenije
- 2008    strokovna nagrada Lydie Wisiakove, ki jo podeljuje Društvo baletnih umetnikov Slovenije (DBUS), za leto 2007 za koreografske prispevke na operno-baletnih in dramskih odrih
- 2013     strokovna nagrada Društva baletnih umetnikov Slovenije (DBUS) Pia in Pino Mlakar za izjemne režijsko-koreografske dosežke in sicer z utemeljitvijo, da je »umetnica postavila nov mejnik v ekspresivnosti klasičnega baleta«.
- 2015 nominacija za prestižno nagrado Kjoto za izjemne dosežke v umetnosti in humanistiki z utemeljitvijo: »Kot inovatorka plesnega gledališča, ki povezuje umetnikovi predanost in skromnost v izviren, enkraten ustvarjalni pristop, pri tem pa uspešno združuje klasične prvine s sodobnimi, ruši meje med (za)pisano besedo in gibanjem ter nagovarja vse človeštvo s svojimi stališči.«
- 2015 nagrada »Latvijas Gāze« za balet Romeo in Julija za najboljšo gledališko produkcijo v sezoni 2014/2015
- 2016 nagrada Orlando Dubrovniškega poletnega festivala za vrhunske dosežke s področja plesne umetnosti v zadnjih štirih sezonah
- 2017 Glazerjeva listina za vrhunske dosežke na področju baleta, še posebej za kreacijo baleta Jevgenij Onjegin
- 2018 nagrada Prešernovega sklada 2018 za vrhunske dosežke v zadnjih dveh letih, še posebej za dramsko zasnovo baletne mojstrovine Jevgenij Onjegin